# Justicia flaviflora
Justicia flaviflora är en akantusväxtart som först beskrevs av William Bertram Turrill, och fick sitt nu gällande namn av D.C. Wasshausen. Justicia flaviflora ingår i släktet Justicia och familjen akantusväxter. Inga underarter finns listade i Catalogue of Life.